# Ammothella hedgpethi
Ammothella hedgpethi is een zeespin uit de familie Ammotheidae. De soort behoort tot het geslacht Ammothella. Ammothella hedgpethi werd in 1953 voor het eerst wetenschappelijk beschreven door Fage. 